# Фихтел
Фихтел или Фихтелгебирге (на немски: Fichtelgebirge; на чешки: Smrčiny) е планински масив, простиращ се над 50 km по границата между Германия и Чехия, като по-голямата му част е на германска територия и явяващ се западна „ограда“ на обширния Чешки масив. На югоизток долината на река Одрава (от басейна на Елба) го отделя от планинския масив Чешка гора, на североизток ниска седловина (около 660 m н.в.), в района на Аш – от Рудните планини, а на запад друга ниска седловина (около 600 m н.в.), в района на град Мюнхберг – от масива Франконска гора. Основната част от масива е изграден предимно от шисти, образуващи сравнително заравнена повърхност с височина около 600 m, над която се извисяват скалисти върхове изградени от гранити и гнайси. Максимална височина връх Шнеберг (1053 m), издигащ се в югозападната му част, а в крайните южни райони е връх Плате (946 m). Често явление по склоновете му са обширни райони заети от каменопади и сипеи. Фихтел се явява главен вододел между водосборните бадейни на реките Елба, Рейн и Дунав. На север и изток към басейна на Елба тикат реките Зале, Вайсе Елстер и Охрже, на запад води началото си река Майн (десен приток на Рейн), а на юг, към басейна на Дунав тече река Фихтелнаб (дясна съставяща на Наб, която е ляв приток на Дунав). Големи пространства от него са заети от борови гори, ливади и пасища, а на малкото земеделски земи се отглеждат предимно ръж и картофи. Силно развитие има планинския туризъм и зимните спортове.